# Дивопад
«Дивопад» (англ. Wonderfalls) — американсько-канадський комедійно-драматичний телесеріал, створений Тоддом Холландом та Браяном Фуллером, який транслювався в ефірі телемережі Fox у 2004 р.
Шоу обертається навколо Джей Тайлер (Каролін Даверна), випускниці Браунського університету, яка, незважаючи на елітну освіту, працює на безперспективній роботі продавчині у сувенірній крамниці біля Ніагарського водоспаду. Несподівано Джей набуває надзвичайної здібності — з нею починають розмовляти різноманітні фігурки тварин (восковий лев, латунна мавпа, м'який ведмедик), змушуючи її за допомогою завуальованих настанов допомагати іншим людям.
Видання «TV Guide» у 2013 р. включило серіал у свій список 60 шоу, що було «Скасовано зарано».

## Акторський склад та ролі
Джей Тайлер (Каролін Даверна) — головна героїня, 24-річна випускниця Браунського університету, працює продавчинею у сувенірній крамниці біля Ніагарського водоспаду, живе у трейлерному парку, вільний час проводить у місцевому барі, усіляко уникає стосунків зі своєю родиною й інших соціальних зв'язків, за виключенням найближчої подруги Махандри.
Махандра МакГінті (Трейсі Томс) — найкраща подруга Джей, знайома з нею з дитинства, працює офіціанткою. З двох подруг саме вона вважається обома «більш привітною» та поміркованою.
Ерік Готтс (Тайрон Лейтсо) — любовний інтерес Джей. Потрапив до містечка за дещо незвичних обставин і вирішив залишитись на невизначений час, тимчасово працює барменом в тому ж закладі, що і Махандра.
Шерон Тайлер (Кеті Фіннеран) — найстарша серед трьох дітей Тайлерів, юристка міграційного права, найамбітніша з родини.
Аарон Тайлер (Лі Пейс) — єдиний з дітей Тайлерів, що й досі живе з батьками, здобуваючи освіту, релігієзнавець. Має тепліші стосунки із Джей, ніж Шерон.
Керен Тайлер (Даяна Скарвід) — мати Шерон, Аарона і Джей, відома й успішна пиьменниця бестселерів.
Дерен Тайлер (Вільям Седлер) — батько Шерон, Аарона і Джей, вельми шанований лікар, проте ставить родину на перше місце.
Запрошена зірка Келлі Веймаєр померла невдовзі після зйомок серії «Safety Canary», у титрах цієї серії додали присвяту «In Memory of Kellie Waymire».

## Виробництво
Серіал було знято у Ніагара-Фоллс, Онтаріо і Торонто, Онтаріо. У шоу було задіяно кілька канадських акторів у головних ролях. Він був створений Браяном Фуллером і Тоддом Холландом, виконавчий продюсером став Тім Мінеар. Спочатку планувалося запустити шоу в ефір восени 2003 р., але його прем'єра була відкладена до початку 2004 р. Після прем'єри у березні 2004 р. «Дивопад» отримав позитивні відгуки критиків, але виникли проблеми із залученням глядачів. Пілотна серія «Восковий лев» отримала більш високий рейтинг переглядів, під час повторного показу в четвер після прем'єри, і показ шоу було перенесено з п'ятниці на четвер. Реклами шоу майже не було, і після виходу четвертої серії шоу було скасовано. П'яту серію анонсували, проте так і не випустили в ефір.
Незважаючи на скасування, «Дивопад» здобув коло палких прихильників. Вони започаткували кампанію по збереженню шоу та супровідний вебсайт під назвою «Save Wonderfalls», і кілька акторів та членів знімальної групи залишили на ньому свої дописи.
Одразу після скасування шоу його продюсери намагалися зацікавити інші мережі, включаючи The WB. Деякі серії були показані в кінотеатрах Лос-Анджелесу влітку 2004 року, щоб посилити підтримку серіалу.

### Заплановані сюжетні ходи
Хоча творці шоу планували, що 13 серій «Дивопаду» являтимуть собою цілісну історію, вони також обговорювали плани на другий та третій сезони в інтерв'ю та коментарях на DVD-релізі цього серіалу. Серед проектованих сюжетних ліній, що згадуються на DVD:
- У другому сезоні терапевт Джей документував їхні сеанси, після опублікував про неї книгу, що згодом призвело до того, що дівчина опинилася у спецзакладі із «синдромом Жанни д'Арк» у третьому сезоні, після чого почала впливати на життя інших мешканців того закладу.
- Поява нового воскового лева, який, на відміну від оригінального, був би неушкодженим і радив би Джей не слухати першого воскового лева.
- У другому сезоні Аарон почав би вважати сестру духовним лідером.
- Хлопчик (Спенсер Бреслін), який замовляв наречену поштою з Росії в епізоді «Lovesick Ass», мав з'явитись на початку 3-го сезону в тому ж закладі, що і Джей, страждаючи на піроманію після того, як Джей розбила його серце.

## Список серій
Перші чотири серії транслювалися в ефірі Fox в довільній послідовності. Виробництво серій також відбувалося не в тій послідовності, в якій їх збиралися транслювати. Наведений нижче список відповідає тому, як серіал було представлено на DVD.
1. «Wax Lion»
2. «Pink Flamingos»
3. «Karma Chameleon»
4. «Wound-Up Penguin»
5. «Crime Dog»
6. «Barrel Bear»
7. «Muffin Buffalo»
8. «Lovesick Ass»
9. «Safety Canary»
10. «Lying Pig»
11. «Cocktail Bunny»
12. «Totem Mole»
13. «Caged Bird»

Існує альтернативна версія першої серії «Восковий лев». В ній Керрі Вашингтон виконує роль Махандри, а Адам Скотт — роль Аарона. За словами творців серіалу у коментарях на DVD, обох акторів довелося замінити, оскільки вони не мали мождивості брати участь у зйомках наступних серій. В альтернативній версії Томас не висловлює Джей свого наміру одружитися з медсестрою наприкінці серії. Згодом ця сцена була додана через бажання телемережі чіткого завершення сюжетної лінії Томаса, хоча творцям шоу ця сцена не подобалась. Також на початку серії бракує сцени, в яцій Джей жбурляє чвертак у фонтан, перш ніж духи починають розмовляти з нею. Телемережа нібито хотіла демонстрації первинного імпульсу, який підштовхнув духів заговорити.

## Трансляції
Повністю всі 13 серій вперше транслювалися у Канаді в ефірі каналу VisionTV, починаючи з жовтня 2004 р.
Влітку 2005 р. серіал було трансльовано у цифровій кабельній мережі Logo. Того ж літа британська мережа Sky1 показала всі серії шоу в своєму ефірі, хоча і в хаотичній послідовності.
29 і 30 січня 2005 р. в Музеї телебачення і радіо (нині Paley Center for Media) відбувся дводенний показ усього серіалу.

## Випуск для домашнього перегляду
20th Century Fox видала серіал на DVD 1 лютого 2005 р. Реліз включає всі 13 серій; шість аудіо коментарів від творців шоу Тодда Холланда та Браяна Фуллера, а також акторів Каролін Даверна та Кеті Фіннеран; документальне відео про зйомки; огляд візуальних ефектів шоу та одне з двох музичних відео, створених на пісню «I Wonder Why the Wonderfalls» Енді Партріджа.